# Emil Karewicz
Emil Karewicz (Wilno, 1923. március 13. – 2020. március 18.) lengyel színész.

## Életútja
1923. március 13-án Wilnoban született. A helyi színházban kapta első szerepét, Ivan Krilov Kvartett című művében egy majmot alakított. A második világháború alatt a lengyel hadseregben szolgált és részt vett 1945-ben Berlin ostromában.
A háború után az Iwo Gall Színházi Stúdióban szerzett színművészi diplomát (többek között Ryszard Barycz, Bronisław Pawlik és Barbara Krafftówna volt a csoporttársa). Łódźban a Jaracz Színházban és az Új Színházban szerepelt. 1962-től Varsóban élt és az Ateneum Színház (Teatr Ateneum), a Drámai Színház (Teatr Dramatyczny w Warszawie) és az Új Színház (Teatr Nowy w Warszawie) művésze volt. 1983-ban nyugdíjba vonult.
Ismertséget főleg az 1968–69-ben bemutatott Kockázat című televíziós sorozat Hermann Brunner SS-Sturmbannführer szerepével szerzett.
2020. március 18-án, öt nappal a 97. születésnapja után hunyt el.

## Filmjei
Mozifilmek
- Warszawska premiera (1951)
- Chopin ifjúsága (Młodość Chopina) (1952)
- A győzelem katonája (Zolnierz zwyciestwa) (1953)
- Árnyék (Cien) (1956)
- Egy ember frakkban (Nikodem Dyzma) (1956)
- Csatorna (Kanał) (1956)
- Pętla (1958)
- És Varsó messze van (Historia jednego mysliwca) (1958)
- Ósmy dzień tygodnia (1958)
- Ember a medvebőrben (Bialy niedzwiedz) (1959)
- Kiábrándulás (Spotkania w mroku) (1960)
- Keresztesek (Krzyżacy) (1960)
- Méreg (Historia wspólczesna) (1961)
- Ma éjjel meghal egy város (Dzis w nocy umrze miasto) (1961)
- Születési bizonyítvány (Swiadectwo urodzenia) (1961)
- Na białym szlaku (1963)
- Egy taxisofőr halála (Ostatni kurs) (1963)
- Megfagyott villámok (Die gefrorenen Blitze) (1967)
- Harc a fellegvárban (Dzien oczyszczenia) (1970)
- Hogyan robbantottam ki a második világháborút? (Jak rozpetalem druga wojne swiatowa) (1970)
- Hubal őrnagy (Hubal) (1973)
- Wszyscy i nikt (1978)
- Halló, Kecskeszakáll! (Hallo Szpicbródka, czyli ostatni wystep króla kasiarzy) (1978)
- Sekret Enigmy (1979)
- Ária egy atlétáért (Aria dla atlety) (1979)
- Polonia restituta (1981)
- Katastrofa w Gibraltarze (1984)
- Hans Kloss. Stawka większa niż śmierć (2012)

Tv-filmek
- Fekete felhők (Czarne chmury) (1973)
- A szabadság katonái (Soldaty svobody) (1977)
- Lato lesnych ludzi (1985)
- Tak czy nie? (2003)

Tv-sorozatok
- Kockázat (Stawka większa niż życie) (1968–1969, öt epizódban)
- Lengyel utak (Polskie drogi) (1977 , egy epizódban)
- A bábu (Lalka) (1978–1981, három epizódban)
- A nemkívánatos vendég (Der ungebetene Gast) (1981, egy epizódban)
- Alternatywy 4 (1986 , négy epizódban)
- M jak milosc (2000–2001, 25 epizódban)
- Barwy szczęścia (2007–2013, kilenc epizódban)